# Lülsfeld

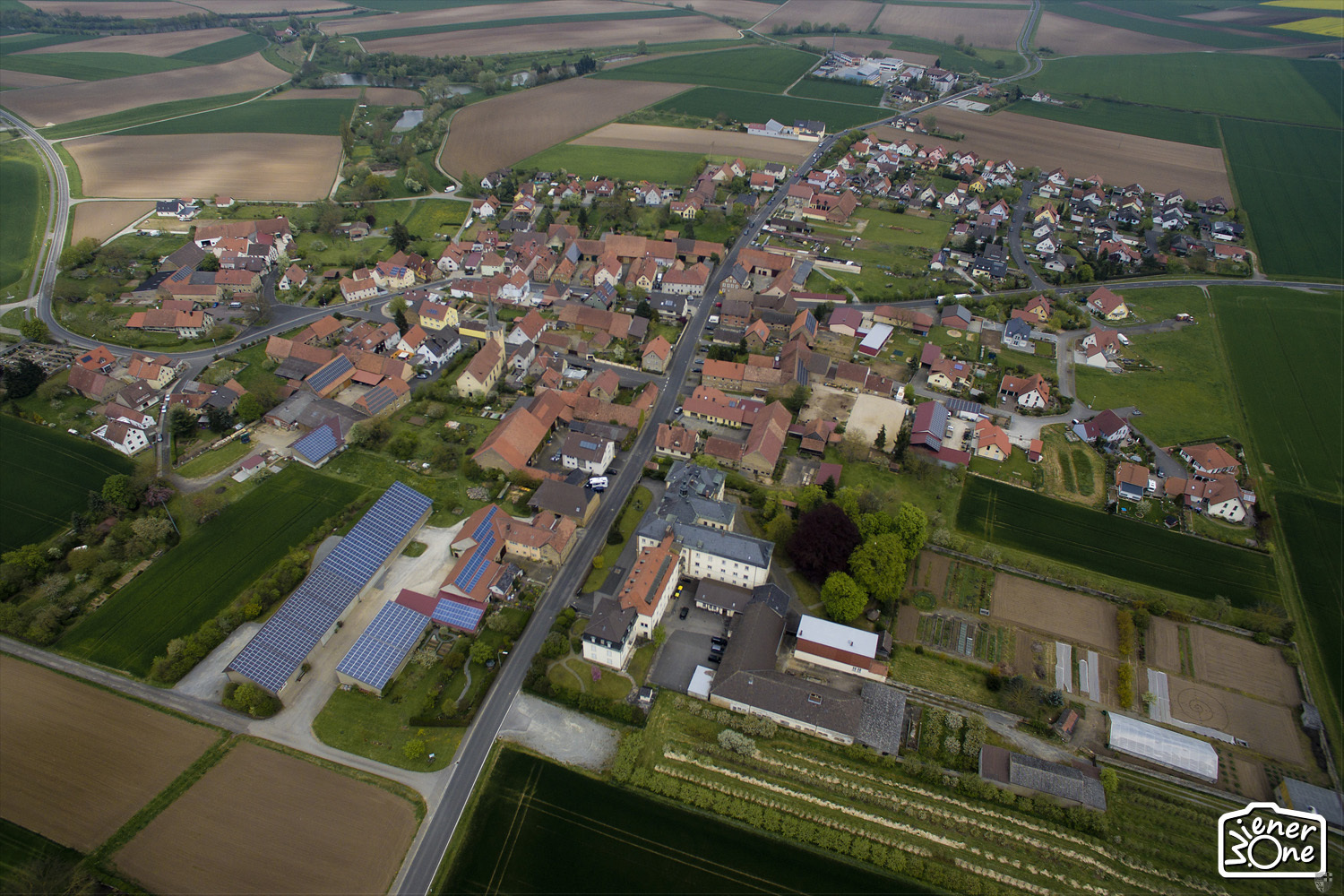
Gemeindeteil Lülsfeld von Westen

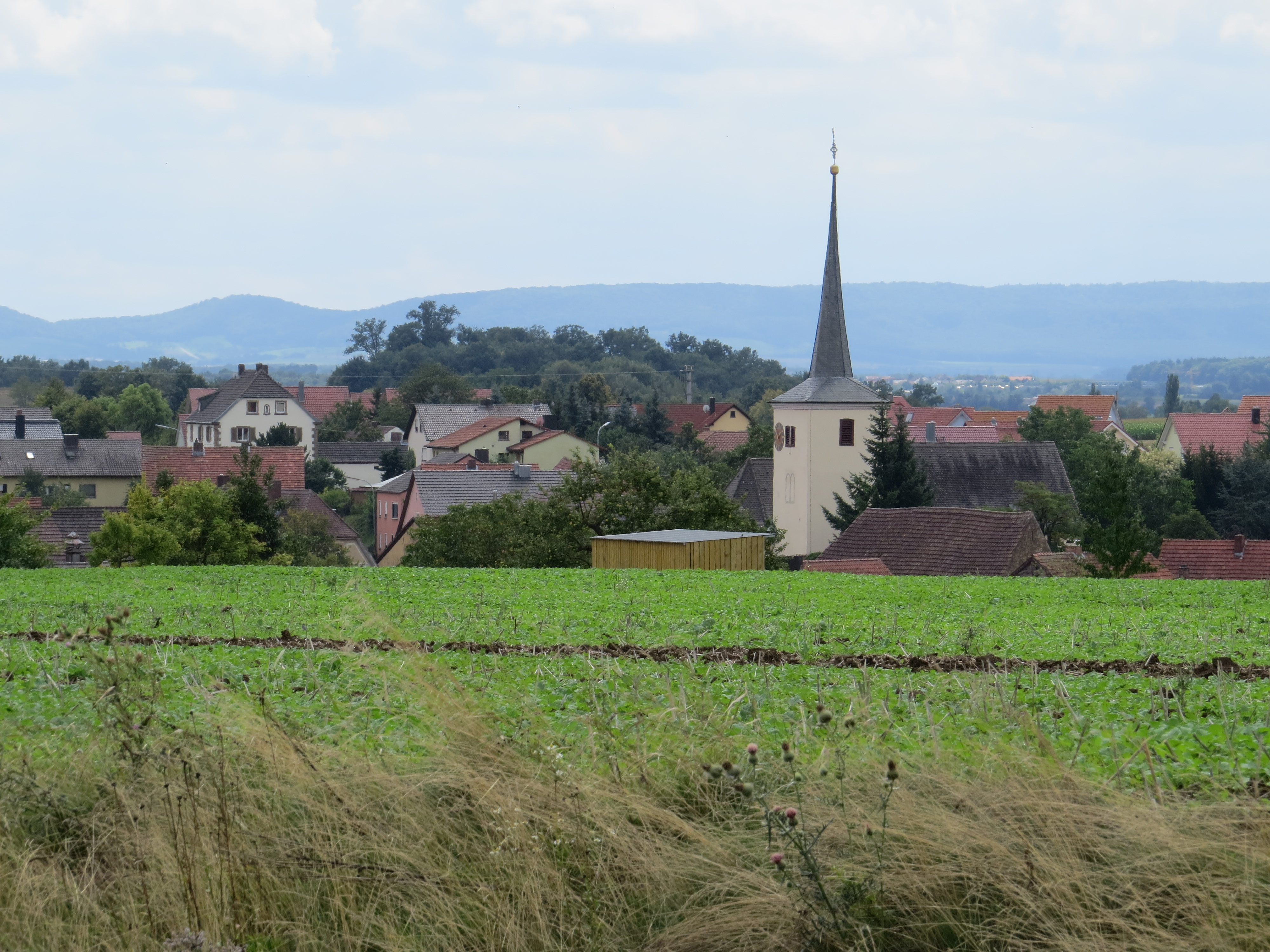
Gemeindeteil Schallfeld von Norden

Lülsfeld ist eine Gemeinde im unterfränkischen Landkreis Schweinfurt.

## Geografie
Lülsfeld liegt in der Region Main-Rhön zwischen Steigerwald und Main. Naturräumlich ist der Ort und seine Gemarkung Teil des sogenannten Steigerwaldvorlandes von Neuses. Charakteristisch für diesen Teil des Iphofen-Gerolzhofener Steigerwaldvorlandes ist das hügelige Erscheinungsbild mit den schmalen Flusstälern kleiner Bäche. In Lülsfeld entspringt der Volkachzufluss Lülsbach, der dem Ort auch den Namen gab. Daneben wird die Gemarkung von mehreren anderen Bächen durchflossen, darunter der Buchgraben und der Solbach. 

### Gemeindegliederung
Es gibt vier Gemeindeteile (in Klammern der Siedlungstyp):
- Aumühle (Einöde)
- Lülsfeld (Pfarrdorf)
- Lülsbachsmühle (Einöde)
- Schallfeld (Kirchdorf)

Es gibt die Gemarkungen Lülsfeld und Schallfeld.

### Nachbargemeinden
Nachbargemeinden sind (von Norden beginnend im Uhrzeigersinn): Gerolzhofen, Oberschwarzach, Prichsenstadt, Volkach und Frankenwinheim.

## Geschichte

### Bis zur Gemeindegründung
Das ehemals zur Herrschaft Wiesentheid der Grafen von Schönborn zählende Dorf lag ab 1500 im Fränkischen Reichskreis. Es wurde durch Bayern 1806 mediatisiert. Im Zuge von Grenzbereinigungen wurde es 1810 dem Großherzogtum Würzburg überlassen, mit welchem es 1814 endgültig an Bayern zurückfiel. Im Jahr 1818 entstand die politische Gemeinde.

### Eingemeindungen
Im Zuge der Gebietsreform in Bayern wurde am 1. Mai 1978 die Gemeinde Schallfeld eingegliedert.

### Einwohnerentwicklung
- 1961: 904 Einwohner[4]
- 1970: 830 Einwohner[4]
- 1987: 819 Einwohner
- 1991: 845 Einwohner
- 1995: 827 Einwohner
- 2000: 834 Einwohner
- 2005: 815 Einwohner
- 2010: 801 Einwohner
- 2015: 793 Einwohner
- 2018: 827 Einwohner[5]

Im Zeitraum 1988 bis 2018 stieg die Einwohnerzahl geringfügig von 810 auf 827 um 17 Einwohner bzw. um 2,1 %.
Quelle: BayLfStat

## Politik

### Bürgermeister
Thomas Heinrichs (Unabhängige Wählergemeinschaft Lülsfeld) ist seit 1. Mai 2020 Erster Bürgermeister. Er wurde am 15. März 2020 bei einer Wahlbeteiligung von 79,6 % mit 88,0 % der Stimmen gewählt. Sein Vorgänger war in der Zeit vom 1. Mai 2008 bis 30. April 2020 Wolfgang Anger (Unabhängige Wählergemeinschaft).

### Gemeinderat
Von den acht Mandaten im Gemeinderat erhielten bei der Wahl am 15. März 2020 die Unabhängige Wählergemeinschaft Lülsfeld (54,52 %) und die Wählergemeinschaft Schallfeld (45,48 %) jeweils vier Sitze.

### Verwaltung
Die Gemeinde ist Mitglied der Verwaltungsgemeinschaft Gerolzhofen.

### Wappen
| Wappen von Lülsfeld | Blasonierung: „Geviert von Rot und Silber; 1: nebeneinander drei natürliche goldene Lilien, am Stängel belegt mit zwei schwebenden, silbernen Wellenleisten; 2: ein durchgehendes schwarzes Balkenkreuz; 3: ein schwarzer Pflug; 4: nebeneinander drei goldene Ähren.“ |
| Wappen von Lülsfeld | Wappenbegründung: Die Lilien, die Pflugschar und die Ähren stehen redend für den Ortsnamen, der Lilienfeld bedeutet. Zugleich stellen die Pflugschar und die Ähren den landwirtschaftlichen Charakter der Gemeinde dar. Das schwarze Balkenkreuz weist auf das Kloster Fulda, das seit dem 9. Jahrhundert im Ort belegt ist. Die Vierung von Rot und Silber ist das Wappen der Grafen von Castell. Lülsfeld war seit dem 13. Jahrhundert Teil der Grafschaft Castell. Die Farben Silber und Rot weisen zugleich auf das Hochstift Würzburg, das über Jahrhunderte die Landeshoheit innehatte. Dieses Wappen wird seit 1983 geführt. |

## Kultur und Sehenswürdigkeiten
- Vor dem Rathaus, Schallfelder Str. 3, erinnert eine Gedenktafel an die jüdischen Einwohner des Ortes, die in der Zeit des Nationalsozialismus verfolgt wurden und dem Holocaust zum Opfer fielen.[9]
- Im Kloster Maria-Schnee lebten 129 Jahre lang, seit 1886, Ordensschwestern der Kongregation der Schwestern des Erlösers.[10] 2015 mussten sie das Kloster aufgeben.[11] Es wurde anschließend, von September 2015 bis September 2016 als Unterkunft für unbegleitete Flüchtlinge genutzt. Das Kloster ist seit 2017 in den Händen der Gemeinschaft „Go&Change“, die in den folgenden Jahren wegen verschiedener Vorwürfe immer wieder in die Schlagzeilen geriet.[12] In der Folge wurden die Baulichkeiten in Lülsfeld mehrfach von der Polizei durchsucht. Die Anlage mit Park ist ca. 5000 m² groß.

## Wirtschaft und Infrastruktur

### Wirtschaft einschließlich Land- und Forstwirtschaft
Die amtliche Statistik 2017 weist die Zahl der sozialversicherungspflichtigen Arbeitsplätze am Arbeitsort Lülsfeld nicht aus. Von der Wohnbevölkerung standen 343 Personen in einem versicherungspflichtigen Beschäftigungsverhältnis. Sechs Einwohner waren arbeitslos. 2016 gab es 16 landwirtschaftliche Betriebe.
Das Gewerbe ist geprägt von kleinen und mittelgroßen Handwerksbetrieben. Größter Arbeitgeber ist die Unterfränkische Überlandzentrale mit 139 Mitarbeitern (Stand Ende 2008), welche im Jahre 2010 das 100-jährige Bestehen feierte.

### Verkehr
Mit dem ausgehenden 19. Jahrhundert erhielt Lülsfeld einen Anschluss an das bayernweite Eisenbahnnetz. 1893 wurde der Abschnitt Kitzingen-Gerolzhofen der sogenannten Steigerwaldbahn (auch Untere Steigerwaldbahn) fertiggestellt, Lülsfeld wurde mit einem Haltepunkt ausgestattet. Die Nebenbahn verband ab 1903 Kitzingen mit dem Schweinfurter Hauptbahnhof und war damit eine der längeren Nebenstrecken in Deutschland.
Seit den 1980er Jahren begann man den Verkehr auf der Strecke zu reduzieren. 1981 fuhren zwischen Gerolzhofen und Kitzingen nur noch Personenbusse, der Güterverkehr wurde Mitte 2006 aufgegeben. Seit längerer Zeit gibt es Initiativen zur Reaktivierung des Personenverkehrs auf der stillgelegten Strecke. Anfang 2019 entbrannte ein heftiger, bis heute andauernder Streit über die Ausgestaltung der Wiederinbetriebnahme, der zum Politikum wurde.

### Bildung
2018 gab es eine Kindertageseinrichtung mit 42 genehmigten Plätzen, die von 32 Kindern besucht wurde. Elf Kinder waren unter drei Jahren alt.

## Persönlichkeiten
- Ernst Scheder (1929–2014), Bürgermeister von 1970 bis 1992 und Ehrenbürger seit 1999[15]
- Hans Anger (1925–2021), Lehrer und Chorleiter, Ehrenbürger der Gemeinde[16][17]